# Illusion (Spieleentwickler)
Illusion war eine Marke des japanischen Unternehmens K.K. Aiwan zur Entwicklung und Vertrieb von 3D-Erogē.
Das erste 3D-Spiel war 1996 Ikumoto, gefolgt von Des Blood 1997 und seit 1998 sind alle Spiele als 3D-Erogē umgesetzt.
Sie hat ihren Sitz in Yokohama und ihre Spiele dürfen – wie bei den meisten Erogē-Herstellern – ausschließlich in Japan vertrieben werden. Allerdings sorgte das Computerspiel RapeLay durch den Verkauf von Drittanbietern auf Amazon.com weltweit für Empörung, aufgrund der Handlung dieses Spiels über einen Vergewaltiger und seine Rache. Daneben wurde die Firma auch außerhalb ihrer Vertriebsgrenzen durch die Spielreihe Sexy Beach bekannt.
Am 18. August 2023 wurde jegliche Entwicklung und Verkauf aller Produkte eingestellt. Einige Wochen zuvor, kündigte der neue Spieleentwickler Illgames sein Spiel Honey Come an, welches für viele Ähnlichkeiten zu ein Illusion Spiel hat. Das führte zu vielen Vermutungen, über die Beziehung zwischen Illusion und Illgames. Jedoch betonte Illusion am 18. August, dass es kein Nachfolgefirma geben soll.

## Spiele
- 1993: Angel Army (エンジェルアーミー)
- 1993: Seisenshi Mokkoriman (性戦士もっこりまん)
- 1993: Paipai Yūki (牌牌遊戯)
- 1994: Yami no Ryōsen (闇の稜線)
- 1994: Mokkoriman RPG (もっこりまんRPG)
- 1994: Kitōshima Joshi Keimusho (鬼頭島女子刑務所)
- 1995: Yawahada Bishōjo (柔肌美少女)
- 1995: Red Cobra (レッドコブラ)
- 1995: Kankin (監禁)
- 1995: Rankō Nyotaitsuri – Mokkoriman no Nani de Nushitsuri (乱交女体釣り 〜もっこりまんのナニでヌシ釣り〜)
- 1995: Ēge-kai no Shizuku (エーゲ海の雫)
- 1996: Ura Mansion Hakkin (裏マンション発禁)
- 1996: Manguri (まんぐり)
- 1996: Hyōryū (漂流)
- 1996: Ikumoto (生本●)
- 1997: Makai (魔界)
- 1997: Des Blood (DES BLOOD)
- 1998: Kageki Game (1) (過激ゲーム➀)
- 1998: Des Blood 2 (DES BLOOD2)
- 1999: Bikō – Yoru no Kaerimichi (尾行 〜夜の帰り道〜)
- 2000: Des Blood 3 (DES BLOOD3)
- 2000: Brutish Mine (BRUTISH MINE)
- 2001: Reversal Face – Bikō 2 (〜リバーシブルフェイス〜 尾行2)
- 2001: Desubura Undōkai – Isis no Gyakushū (ですぶら運動会 〜イシスの逆襲〜)
- 2001: Requiem Hurts – Kankin (レクイエムハーツ 〜監禁〜)
- 2001: Interact Play VR (INTERACT PLAY VR)
- 2002: Des Blood 4 – Lost Alone (DES BLOOD4 〜LOST ALONE〜)
- 2003: DBVR (= Des Blood VR)
- 2004: Bikō 3 (尾行3)
- 2004: A-ga – Gekidō no Wakusei (A-GA 〜激動の惑星〜)
- 2004: Jinkō Shōjo (人工少女)
- 2004: Jinkō Shōjo 2 (人工少女2)
- 2005: Battle Raper II – The Game (Battle RaperII 〜THE GAME〜)
- 2005: Oppai Slider 2 (おっぱいスライダー2)
- 2006: RapeLay (レイプレイ)
- 2006: Sexy Beach 3 (Sexyビーチ3)
  - 2006: Sey Beach 3 Character Tsuika Disc (Sexyビーチ3キャラクター追加DISC)
- 2007: Schoolmate (すくぅ〜るメイト)
- 2007: Jinkō Shōjo 3 (人工少女3)
  - 2008: Jinko Shōjo 3: Hannari (人工少女3 はんなり)
- 2008: Hako (箱 -はこ-)
- 2009: Schoolmate Sweets! (すくぅ〜るメイト Sweets!)
- 2009: @Home Mate (@ふぉーむメイト)
- 2009: Yūsha kara wa Nigerarenai! (勇者からは逃げられない!)
- 2010: Real Kanojo (リアル彼女)
- 2010: Schoolmate 2 (すくぅ〜るメイト2)
  - 2010: Digital Mate (でじたるメイト) (nur als Download)
- 2010: Sexy Beach Zero (SexyビーチZERO)
- 2011: Best Collection Tsuya (ベストコレクション 艶 〜ツヤ〜)
- 2011: Best Collection Midara (ベストコレクション 淫 〜ミダラ〜)
- 2011: Jinkō Gakuen (ジンコウガクエン)
- 2011: Wakeari! (ワケあり!)
- 2012: Love Girl – Miwaku no Kojin Lesson (ラブガール 〜魅惑の個人レッスン〜)
- 2012: Best Collection Moeda (ベストコレクション 悶 〜もだえ〜)
- 2012: Ore ga Shujinkō (俺が主人公)
- 2012: Happy End Trigger (ハッピーエンドトリガー)
- 2013: Premium Play – Darkness (プレミアムプレイ 〜ダークネス〜)
  - 2013: Premium Studio Pro (プレミアムスタジオPro)
- 2013: Musu Make (むすメイク)
- 2013: Immoral Byōtō (インモラル病棟)
- 2014: Real Play (リアルプレイ)
- 2014: Jinkō Gakuen 2 (ジンコウガクエン2)
  - 2014: Jinkō Gakuen 2: Append Disc (ジンコウガクエン2 アペンドディスク)
- 2014: Harem Mate (ハーレムめいと)
- 2014: Playclub (プレイクラブ)
  - 2014: Playclub Studio (Disc Add-on Expansion) (プレミアムスタジオプ)
- 2015: Sexy Beach Premium Resort (Sexyビーチ プレミアムリゾート)
- 2016: Honey Select (ハニーセレクト)
  - 2017: Honey Select: Party
- 2017: VR Kanojo (erstes Spiel mit nativem englischsprachigem Release)
- 2017: PlayHome
  - 2018: PlayHome Additional Data + Studio (Disc Add-on Expansion)
- 2018: Koikatsu
  - 2018: Koikatsu: Personality Addition Pack
  - 2018: Koikatsu: After School
- 2019: Emotion Creators
  - 2019: Koikatsu: After Darkness
- 2020: Koikatsu Party
- 2020: AI Girl (Vorher bekannt als Project-I)
- 2020: Honey Select 2 Libido
  - 2020: Honey Select 2 Libido DX (Add-on)
- 2021: Koikatsu Sunshine
- 2022: Room Girl

## Nachweise
1. ↑  Offizielle Erklärung über den Vertrieb in Japan (Memento des Originals vom 31. Januar 2009 im Internet Archive)  Info: Der Archivlink wurde automatisch eingesetzt und noch nicht geprüft. Bitte prüfe Original- und Archivlink gemäß Anleitung und entferne dann diesen Hinweis.
2. ↑  Matthew Moore: Rapelay virtual rape game banned by Amazon. In: Telegraph. 13. Februar 2009 (englisch, telegraph.co.uk).
3. ↑  ILLUSION. 14. Juli 2023, archiviert vom Original (nicht mehr online verfügbar) am 14. Juli 2023; abgerufen am 31. Dezember 2023.  Info: Der Archivlink wurde automatisch eingesetzt und noch nicht geprüft. Bitte prüfe Original- und Archivlink gemäß Anleitung und entferne dann diesen Hinweis.
4. ↑  「ILLUSION（イリュージョン）」転生、新3D美少女ゲームメーカー「ILLGAMES」設立―デビュー作『ハニカム』明らかに【UPDATE】. In: Game park. 4. August 2023, abgerufen am 31. Dezember 2023 (japanisch).
5. ↑  Astralab: Illusion announces rebranding as ILLGAMES, unveils new game Honey Come. In: Gamicsoft. Abgerufen am 31. Dezember 2023 (englisch).
6. ↑  「後継会社はない、類似商品に注意」活動最終日のILLUSION（イリュージョン）が声明―元関係アカウントから生じたのは「類似品メーカー」？最後に生まれた謎. In: Game park. 18. August 2023, abgerufen am 31. Dezember 2023 (japanisch).